# 安全地帯VIII〜太陽
『安全地帯VIII〜太陽』（あんぜんちたいエイト〜たいよう）は、日本のロックバンドである安全地帯の8枚目のオリジナル・アルバム。
1991年12月11日にKitty Recordsからリリースされた。前作『安全地帯VII〜夢の都』（1990年）よりおよそ1年5ヶ月ぶりにリリースされた作品であり、1990年の活動再開後の第2作目となるアルバムである。全曲共に作詞は松井五郎、作曲は玉置浩二、プロデューサーは金子章平が担当している。
レコーディングは同年に日本国内で行われ、収録曲のうち「太陽」以外には前作に引き続きゲスト・ミュージシャンは参加しておらず、安全地帯の5人のみで演奏された曲が収録されている。また本作のリリース以前よりライブツアー「安全地帯 VIII MUSICAL FARMER'S TOUR」が開始されており、ツアーと同時進行によって本作のレコーディングが進められた。
歌詞の世界観はラブソングを中心としているものの前作に続き世界情勢や政治問題を取り入れた楽曲も存在し、音楽性としてはバラードの他にニュー・ウェイヴとワールド・ミュージックを融合させた楽曲などが収録されている。先行シングルとしてリリースされ、トヨタ自動車「カリーナ」のコマーシャルソングとして使用された「いつも君のそばに」を収録している。
本作リリース後には新曲のリリースはあったものの、1993年を最後に安全地帯は長期の活動休止状態に入ったため、安全地帯名義でのKitty Recordsからのリリースとしては最後のオリジナル・アルバムとなり、また2002年の活動再開までは本作が最後のオリジナル・アルバムとなっていた。本作はオリコンアルバムチャートにおいて最高位第7位となり、売り上げ枚数は20万枚を超えたため日本レコード協会からゴールド認定を受けている。

## 背景
前作『安全地帯VII〜夢の都』（1990年）リリース後、安全地帯は同年8月15日のグリーンホール相模大野から1991年1月31日の大阪城ホールまで「安全地帯VII-夢の都-TOUR」と題したコンサートツアーを敢行、このツアーは本来であれば玉置のソロツアーの予定であったが、急遽安全地帯としてのツアーへと変更された。
この時期にプライベートにおいて玉置は、シングル「胸の振子」（1987年）を作曲した事で女優であり歌手の薬師丸ひろ子と親密な関係となり、1991年1月にハワイにて結婚式を行い再婚する事となった。結婚発表当時は人気絶頂アイドルとミュージシャンの結婚という事で「大物カップル誕生」と大きく報道された（1998年6月に離婚）。
また同時期に同バンドは新たな所属事務所「Musical Farmaer's Production」を設立、事務所名には「初心に帰ろう」という意味も込めて、旭川に拠点を構えていた時代の合宿所と同じ名前が付けられた。同事務所にはこれまでプロデューサーとして関与していた金子章平や、マネージャーとして長年連れ添っていた酒井祐司も参加する事となった。この新事務所設立に関して金子は「自分たちで自分のことはやっていきたい」という思いから設立に至った事を語り、運営が上手く行かなかった場合は解散も視野に入れていた。

## 録音、制作
本作は1991年6月から11月まで、日本国内のキティ伊豆スタジオおよびキーストーン・スタジオにてレコーディングされ、マスタリングはサンライズスタジオにて行われた。同年8月24日にはライブツアー「安全地帯 VIII MUSICAL FARMER'S TOUR」が開始されており、本作の制作はツアーと並行する形で進められた。前作までとは異なり本作は金子の単独プロデュースとなっており、前作までプロデュースを担当していた星勝はスーパーバイザーという形での参加となっている。そのため金子のプロデュース作業を星が監修する形で本作の制作は進められた。
また本作はUFO研究家として知られる矢追純一が設立したオーディオ機器製造会社「IMAGEX」の「E･T (EXTRA TONE) システム」にて録音されている。2013年3月6日放送のフジテレビ系バラエティ番組『森田一義アワー 笑っていいとも!』（1982年 - 2014年）の1コーナーである「テレフォンショッキング」に玉置がゲスト出演した際に、直前のコーナーに出演していた矢追に言及した際にこのことについて触れ、玉置は「えらい金かかった」と当時を振り返っている。

## 音楽性
玉置浩二の自伝本『玉置浩二 幸せになるために生まれてきたんだから』において著者の志田歩は、「バンドが瀕していた辛さを、ある意味ドキュメント的なパワーとして昇華した先鋭的なロック・アルバム」と本作を位置付けており、本作と前作『安全地帯VII〜夢の都』（1990年）に関して同書では「それまでの作品のようにセールス面でのプレッシャーに苦しめられることなく、自分たちが本来作りたかったものを作っているというリアリティが強く感じられる」と表記している。
その他、表題曲である「太陽」に関しては藤井丈司のパーカッションとBAnaNAのシンセサイザーをフィーチャーしており本作収録曲では唯一外部ミュージシャンが参加した曲である事を指摘、「イントロから響くアコースティックな響きを重視したパーカッションやエキゾチックなハーモニーは、以前から安全地帯が取り組んできたアフリカ的な魅力をさらに推し進める効果をあげている」と記している。またギターサウンドに関しては、1980年代の洋楽シーンにおいてニュー・ウェイヴの頂点を究めていたポリスのアンディ・サマーズを例として挙げ、「単音にエフェクト処理を施して空間的な立体感を出したもの」、「ニュー・ウェイヴとワールド・ミュージックがクロスしたもの」、「"歌謡曲"どころか、ロックの世界の中でもかなり先鋭的な音作りである」と当時の最先端を行く音楽性であった事を記している。
「花咲く丘」に関しては、「太陽」の持つヘヴィな音作りとは対照的に「穏やかなヴォーカルのメロディが印象に残る」と記しており、玉置のボーカルに関しては「"あきらめないで"というフレーズとは裏腹に、どうしようもない寂しさを感じさせる」と記した。「俺はどこか狂っているのかもしれない」に関しては、作詞を担当した松井五郎がかつてアーティスト自身が生きているという実感を生々しく表現するために、「その人にとってリアルな言葉を選んでいた」と語っていた事から、本曲のタイトルが当時の玉置のリアリティを反映させたものである可能性を示唆した。

## リリース、プロモーション、アートワーク
本作は1991年12月11日にKitty RecordsからCDおよびカセットテープの2形態でリリースされた。本作の収録曲の内、「太陽」はJT「SOMETIME MIASS」のコマーシャルソングとして玉置によるア・カペラ歌唱バージョンが使用、「いつも君のそばに」はトヨタ自動車「カリーナ」のコマーシャルソングとして使用、「朝の陽ざしに君がいて」は味の素「ほんだし」のコマーシャルソングとしてそれぞれ使用された。著書『玉置浩二 幸せになるために生まれてきたんだから』においてライターの志田歩は、前作『安全地帯VII〜夢の都』のジャケットがカラフルであった事に対し、本作ではモノクロ写真が使用されている事が対照的であると指摘し、またそれは楽曲や歌詞においても「かつてなく深刻な雰囲気のものが多い」と前作との違いを指摘した。
その後2007年3月7日にはCDのみ再リリースされ、2010年3月3日には完全復活を記念してSHM-CDにて、2017年11月22日にはデビュー35周年を記念してLP盤を再現した紙ジャケット、SHM-CDにて再リリースされた。
それ以外にも1996年10月2日にはCD-BOX『安全地帯 メモリアル・コレクション』に収録され、2010年6月23日にはCD-BOX『安全地帯BOX 1982-1993』に収録されて再リリースされた。2022年11月3日にはアナログレコードの普及を目的とした東洋化成によるイベント「レコードの日 2022」の開催に伴い、本作を含む安全地帯のアルバム5作品が初レコード化された。

## ツアー
本作を受けてのライブツアーは「安全地帯 VIII MUSICAL FARMER'S TOUR」と題して1991年8月24日の川口総合文化センター リリアから12月13日の大阪城ホールまで33都市全47公演が行われた。このツアー名は原点回帰を意識したもので、同バンドの出身地であった旭川市の活動拠点に因んで名づけられた。
また1992年にはデビュー10周年を記念し、「10th Anniversary Acoustic Special Night」と題したライブツアーを4月16日の川崎クラブチッタから12月26日の神奈川県立県民ホールまで敢行。このツアーではステージ上に安全地帯のメンバー5人のみの構成となっており、原点回帰を目指していた玉置の意向が反映されていた。また本ツアーの模様は1993年8月25日にライブビデオ『安全地帯アンプラグド・ライヴ!』としてリリースされているが、本来であれば12月7日、12月8日の2日間連続で行われた日本武道館公演が収録される予定であったがお蔵入りとなり、改めて最終日となった神奈川県立県民ホールでの模様を収録したものへと変更された。この変更は「これは安全地帯のベスト・ライヴだった」と証言した玉置の意向によるものであり、最高潮のライブの記録にしたいという願望から行われた。

## 反響

### 批評
| 専門評論家によるレビュー | 専門評論家によるレビュー |
| レビュー・スコア         | レビュー・スコア         |
| 出典                     | 評価                     |
| ------------------------ | ------------------------ |
| CDジャーナル             | 肯定的                   |
| TOWER RECORDS ONLINE     | 肯定的                   |

本作に対しては肯定的な意見が挙げられており、音楽情報サイト『CDジャーナル』では、「1991年からの警告」に関して井上陽水の楽曲「傘がない」（1972年）のような「社会状況を背景に、行き場を探す男女のラヴ・ソング」であると指摘し、「ラヴ・ソング中心ながらもかなり硬派。音的にもアヴァンギャルドな試みもあって、聴きごたえあり」と肯定的に評価した。音楽情報サイト『TOWER RECORDS ONLINE』では、本作がキティレコード在籍時の最後のアルバムとなった事を指摘した他、「アーティスティックな側面に重心が置かれた1枚」と肯定的に評価した。

### カバー
本作の収録曲は以下の歌手によってカバーされている。
「朝の陽ざしに君がいて」
- ウィニー・ラウ（劉小慧） - 広東語バージョン、「我懷念著一片雲彩」のタイトルでアルバム『隔世感覺』（1992年）に収録。
- 陳永業（中国語版） - 広東語バージョン、シングル「移情別戀」（1994年）に収録。
- 露雲娜（中国語版） - 広東語バージョン、「我懷念著一片雲彩」のタイトルでアルバム『酒紅色的心』（2017年）に収録。

「黃昏はまだ遠く」
- 蔡濟文（中国語版） - 広東語バージョン、「望窗的季節」のタイトルでアルバム『蔡濟文夢裏的愛人精選』（1993年）に収録。

## チャート成績
本作はオリコンアルバムチャートにおいて最高位第7位の登場週数は10回となり、売り上げ枚数は16.1万枚となった。本作の売り上げ枚数は1988年以降の安全地帯のアルバム売上ランキングにおいて第4位となった。2022年に実施されたねとらぼ調査隊による安全地帯のアルバム人気ランキングでは第7位となった。
チャート順位などの結果に関して『玉置浩二 幸せになるために生まれてきたんだから』において志田は、本作が安全地帯の歌謡曲バンド的なイメージとは決定的に異なっていた事で、セールス面での成功に至らなかった事は元より正当な評価も与えられず、デビュー10周年という節目を迎えた後にそのまま無期限の休止期間に入った事を記している。

## 収録曲
- CDブックレットに記載されたクレジットを参照[28]。

| #         | タイトル                               | 作詞      | 作曲      | 時間  |
| --------- | -------------------------------------- | --------- | --------- | ----- |
| 1.        | 「1991年からの警告」                   | 松井五郎  | 玉置浩二  | 5:06  |
| 2.        | 「太陽」                               | 松井五郎  | 玉置浩二  | 5:55  |
| 3.        | 「花咲く丘」                           | 松井五郎  | 玉置浩二  | 4:46  |
| 4.        | 「いつも君のそばに」                   | 松井五郎  | 玉置浩二  | 5:25  |
| 5.        | 「俺はどこか狂っているのかもしれない」 | 松井五郎  | 玉置浩二  | 3:06  |
| 合計時間: | 合計時間:                              | 合計時間: | 合計時間: | 24:18 |

| #         | タイトル                 | 作詞      | 作曲      | 時間  |
| --------- | ------------------------ | --------- | --------- | ----- |
| 6.        | 「SEK'K'EN=GO」          | 松井五郎  | 玉置浩二  | 4:52  |
| 7.        | 「エネルギー」           | 松井五郎  | 玉置浩二  | 4:48  |
| 8.        | 「ジョンがくれたGUITAR」 | 松井五郎  | 玉置浩二  | 2:54  |
| 9.        | 「朝の陽ざしに君がいて」 | 松井五郎  | 玉置浩二  | 4:23  |
| 10.       | 「黄昏はまだ遠く」       | 松井五郎  | 玉置浩二  | 4:55  |
| 合計時間: | 合計時間:                | 合計時間: | 合計時間: | 21:52 |

## スタッフ・クレジット
- CDブックレットに記載されたクレジットを参照[29]。

### 安全地帯
- 玉置浩二 – ボーカル、アコースティック・ギター
- 武沢豊 – ギター
- 矢萩渉 – ギター
- 田中裕二 – ドラムス
- 六土開正 – ベース、ピアノ

### 参加ミュージシャン
- 星勝 – ストリングス・アレンジメント
- 最上三樹生 – MIDIシステム・オペレーター
- 金子飛鳥グループ – ストリングス
- 藤井丈司 – パーカッション（2曲目のみ）
- BAnaNA-UG – シンセサイザー（2曲目のみ）

### 録音スタッフ
- 金子章平 – プロデューサー
- 諸鍜治辰也 (MIG) – レコーディング・エンジニア、ミキシング・エンジニア
- 大野進 – レコーディング・エンジニア
- 松藤暢彦 (MIX) – レコーディング・エンジニア
- 井川彰夫 (reM) – レコーディング・エンジニア
- "MIX"All Stars – アシスタント・エンジニア
- 廣瀬修 – ミキシング・エンジニア
- 松山晋 – テクニカル・クルー
- 藤井健司 – テクニカル・クルー
- 小野浩 – テクニカル・クルー
- 武藤英徳 – テクニカル・クルー

### 制作スタッフ
- 酒井祐司 (Musical Farmer's Production) – アーティスト・マネージメント
- 宗像和男 – A&R
- 小林紀子 (Musical Farmer's Production) – プロダクション・マネージメント
- 杉原茂 – パブリック・リレーションズ
- 木内和博（優佳良織工芸館 館長） – スペシャル・サンクス
- 三村さん（伊豆） – スペシャル・サンクス
- 八木ちゃん – スペシャル・サンクス
- 黒沢昇 – スペシャル・サンクス
- 小林正弘 – スペシャル・サンクス
- 八木伸夫 – スペシャル・サンクス
- 小島良善 – スペシャル・サンクス
- 平内保夫 – スペシャル・サンクス
- 小池修 – スペシャル・サンクス
- 金成寛文 – スペシャル・サンクス
- パール –スペシャル・サンクス
- AKAI – スペシャル・サンクス
- 星勝 – スーパーバイザー
- 多賀英典 – エグゼクティブ・プロデューサー

### 美術スタッフ
- 高橋伸明 (baharv) – アート・ディレクション、デザイン
- 吉田俊樹 (baharv) – デザイン
- 太田ちあき – ビジュアル・コンセプト
- 柳沢光二 – ビジュアル・コンセプト（背表紙）
- 杉山守 – 写真撮影
- 酒井正広 – ヘアー&メイク・アップ
- 藤江みどり – スタイリング
- 三宝一子 – アートワーク・コーディネーション

## チャート、認定
| チャート         | 最高順位 | 登場週数 | 売上数   | 出典  |
| ---------------- | -------- | -------- | -------- | ----- |
| 日本（オリコン） | 7位      | 10回     | 16.1万枚 | [ 2 ] |

| 国/地域 | 認定組織         | 日付       | 認定     | 売上数   | 出典  |
| ------- | ---------------- | ---------- | -------- | -------- | ----- |
| 日本    | 日本レコード協会 | 1991年12月 | ゴールド | 200,000+ | [ 4 ] |

## リリース日一覧
| No. | リリース日     | レーベル      | 規格         | カタログ番号 | 備考                                              | 出典          |
| --- | -------------- | ------------- | ------------ | ------------ | ------------------------------------------------- | ------------- |
| 1   | 1991年12月11日 | Kitty Records | CD           | KTCR-1150    |                                                   | [ 24 ] [ 30 ] |
| 2   | 1991年12月11日 | Kitty Records | CT           | KTTR-1150    |                                                   | [ 31 ]        |
| 3   | 1996年10月2日  | Kitty Records | CD           | KTCR-1609    | CD-BOX『安全地帯 メモリアル・コレクション』に収録 | [ 32 ] [ 33 ] |
| 4   | 2007年3月7日   | UMJ           | CD           | UPCY-6335    |                                                   | [ 34 ] [ 35 ] |
| 5   | 2010年3月3日   | UMJ           | SHM-CD       | UPCY-6577    |                                                   | [ 36 ] [ 37 ] |
| 6   | 2010年6月23日  | UMJ           | SHM-CD       | UPCY-9197    | CD-BOX『安全地帯BOX 1982-1993』に収録             | [ 38 ] [ 39 ] |
| 7   | 2013年3月1日   | UMJ           | AAC-LC       | -            | デジタル・ダウンロード                            | [ 40 ]        |
| 8   | 2013年3月1日   | UMJ           | ロスレスFLAC | -            | デジタル・ダウンロード                            | [ 41 ]        |
| 9   | 2017年11月22日 | UMJ           | SHM-CD       | UPCY-9713    | 紙ジャケット仕様                                  | [ 42 ] [ 25 ] |
| 10  | 2022年11月3日  | UMJ           | LP           | UPJY-9229    | 初LP化                                            | [ 43 ]        |